# Auto-immuun lymfoproliferatief syndroom
Auto-immuun lymfoproliferatief syndroom (ALPS) of canale-smithsyndroom is een erfelijke ziekte waarbij er sprake is van een ontregeling in de lymfocyt-homeostase door een defect in de apoptose. ALPS leidt tot auto-immuniteit en overmatige lymfocytenaccumulatie, vooral van abnormale CD4/CD8-“dubbelnegatieve” T-cellen (T-cellen zonder de CD4- en CD8-coreceptoren).
ALPS behoort tot de weesziekten.
Bij een infectie reageert het immuunsysteem door onder andere meer lymfocyten (T- en B-cellen) aan te maken. Deze lymfocyten zorgen voor vernietiging van de geïnfecteerde cellen.  
Na het opruimen van de ziekteverwekker zorgt het immuunsysteem voor downregulatie van de immuunrespons en ondergaan de geactiveerde lymfocyten een geprogrammeerde celdood (apoptose).
Een van de celroutes die voor apoptose zorgt, is de Fas-route. Er vindt een verhoogde expressie van Fas op de T-lymfocyten plaats, terwijl de geactiveerde B- en T-lymfocyten de expressie van Fas-ligand (Fas-L) up-reguleren.
Na binding van Fas-L aan Fas, wordt in de cel het “Fas-associated death”-domein-proteïne (FADD) aangetrokken naar Fas. Dit domein bindt protease caspase 8 en 10. Activatie van de caspase-cascade zorgt uiteindelijk voor proteolyse, DNA-degradatie en celdood. 
Deze Fas-gemedieerde route beschrijft een extrinsieke route (via receptor) voor apoptose. Apoptose kan ook via het mitochondrion (intrinsieke route) plaatsvinden. Bij de intrinsieke route spelen onder andere N-Ras en het pro-apoptotische eiwit BIM een rol.

## Oorzaak
Bij ALPS-patiënten is er sprake van een mutatie in een bepaald gen, waarvan het eiwit een belangrijke rol speelt in de regulatie van apoptose. Als gevolg hiervan kan apoptose niet goed plaatsvinden. Dit resulteert in chronische lymfoproliferatie en accumulatie van grote hoeveelheden lymfocyten in de lymfeklieren, lever en milt. Dit kan leiden tot vergroting van deze organen.

## Geschiedenis
ALPS werd voor het eerst als een afzonderlijke ziekte beschreven in 1967 door Canale en Smith, en wordt soms ook canale-smithsyndroom genoemd. In 1992 werd ontdekt dat de onderliggende oorzaak een mutatie in de apoptose-receptor (Fas) was. Later werd ontdekt dat de oorzaak ook een mutatie kan zijn in andere eiwitten die een rol spelen in apoptose (bijvoorbeeld Fas-L, Caspase 10, Caspase 8 en N-Ras).

## Classificatie
70 tot 80 procent van de ALPS-patiënten heeft een herkenbare genetische mutatie. De meeste mutaties komen in de extrinsieke route voor.
ALPS wordt, op basis van de onderliggende genetische mutaties, geclassificeerd in verschillende subtypen:
- ALPS type 0: 
  - Patiënten met ALPS type 0 hebben een homozygote Fas-mutatie, die voor complete deficiëntie van het Fas-eiwit kan zorgen.[11][12]
- ALPS type I: 
  - ALPS type Ia: wordt gekenmerkt door een heterozygote Fas-mutatie.[1][6][7][9][11][12][14][15]
  - ALPS type Ib: wordt gekenmerkt door een heterozygote Fas-L-mutatie.[1][6][7][9][11][12][14][15]
  - ALPS type Ic: wordt gekenmerkt door een homozygote Fas-L-mutatie.[12]
- ALPS type II: 
  - ALPS type IIa: wordt gekenmerkt door een mutatie in caspase 10.[1][6][7][11][12][14][15]
  - ALPS type IIb: wordt gekenmerkt door een mutatie in caspase 8.[7][11][14]
- ALPS type III: 
  - Type III omvat de patiënten die aan de criteria voor ALPS voldoen, maar geen genetisch defect vertonen.[7]
- ALPS type IV: 
  - Deze patiënten hebben een mutatie in het N-Ras-gen,[7][11][12][14] met als gevolg een verhoogde hoeveelheid GTP-gebonden N-Ras.[6][7] De grote hoeveelheid GTP-gebonden N-Ras zorgt voor een verlaagde activiteit van het pro-apoptotische eiwit BIM en demping van de intrinsieke apoptoseroute.[6][7]
- ALPS type I-m: 
  - ALPS-Im beschrijft individuen met een somatische Fas-mutatie.[6][7][11][14]

Door mutatie in Fas, Fas-L, caspase 8 en caspase 10 wordt de extrinsieke apoptoseroute ontregeld, waardoor geactiveerde T-lymfocyten geen Fas-gemedieerde apoptose ondergaan. Ook een mutatie in N-Ras leidt tot overleving van geactiveerde T-lymfocyten.

## Prevalentie
ALPS is een erfelijke ziekte die vooral bij kinderen optreedt en die vele jaren aanhoudt.
De gemiddelde leeftijd waarop ALPS voorkomt, is 24 maanden. Het kan echter variëren van 6 maanden tot 18 jaar.
In 2010 werden er ongeveer 400 gevallen van ALPS over de hele wereld gerapporteerd. Vanwege een overlap in symptomen van ALPS met andere hematologische ziektebeelden, is de exacte prevalentie moeilijk te bepalen.

## Symptomen
ALPS wordt gekenmerkt door 1. chronische niet kwaadaardige lymfoproliferatie, 2. auto-immuuniteit en 3. een verhoogd risico op lymfoom.
1. Lymfoproliferatie  is het meest voorkomende symptoom van ALPS bij patiënten en kan voorkomen als lymfadenopathie (opgezette lymfeklieren), hepatomegalie (opgezette lever) of  splenomegalie (vergrote milt).[3][10][11][13][14][15] Lymfadenopathie en splenomegalie zijn de meest voorkomende bij ALPS-patiënten met respectievelijk 80 en 85 procent. Hepatomegalie komt voor bij 45% van de ALPS-patiënten.[3]
2. Auto-immuniteit is de op een na meest voorkomende klinische manifestatie van ALPS.[2][3][9][10][11][14] Bij meer dan 70% van de ALPS-patiënten vindt er vernietiging van de bloedcellen plaats.[3] Door de verstoring van de apoptose bij ALPS-patiënten vindt er accumulatie van autoreactieve cellen plaats. Deze sporen het immuunsysteem aan tot het aanvallen van het eigen lichaam. De B-lymfocyten gaan antilichamen tegen eigen bloedplaatjes, rode bloedcellen en neutrofielen maken en zorgen voor vernietiging van deze bloedcellen.[8][9] Dit leidt tot respectievelijk immuun trombocytopenie, hemolytische anemie en auto-immuun neutropenie.[3][8] Verder treden er ook andere auto-immuunafwijkingen op, maar die komen minder vaak voor. Het gaat om auto-immuniteit in de nier (nefritis), in lever (hepatitis), gewrichten (artritis), oog (uveïtis), neurologisch systeem (auto-immuun cerebellair syndroom) en darm (colitis).[3]
3. ALPS-patiënten hebben ook een verhoogd risico op het ontwikkelen van kwaadaardige ziekten.[3][4][7][9][11] De meeste patiënten ontwikkelen lymfoom, maar het ontwikkelen van leukemie en tumoren (borst, schildklier en levercarcinoom) komt ook voor.[3]

Verder vertonen de patiënten ook een overleving van abnormale CD4/CD8-dubbelnegatieve T-cellen, hypergammaglobulinemie (IgG en IgA) en verhoogde IL-10-niveaus.

## Diagnose
De meeste patiënten met ALPS vertonen lymfoproliferatie en auto-immuniteit. 
In eerste instantie moeten de patiënten een weefselbiopsie ondergaan om ALPS te kunnen onderscheiden van andere lymfoproliferatieve ziekten, maligniteiten en infecties. 
Verder ondergaan de patiënten meer specifiekere tests op ALPS, waaronder dubbelnegatieve-T-celbepaling (DNT-bepaling), apoptoseanalyse en genetische tests.
De drie belangrijkste diagnostische criteria voor ALPS in 2010 waren:
- Niet-kwaadaardige lymfoproliferatie die voor meer dan 6 maanden aanwezig is (chronisch).
- Een verhoogd percentage (>1%) van DNT dat in perifeer bloed circuleert.
- Defecte lymfocytapoptose.

Ondersteunende kenmerken zijn identificeerbare genetische mutaties (Fas, Fas-L, Caspase 8, Caspase 10, N-Ras), verhoogde plasmaspiegel van (auto-)antilichamen, IL-10, vitamine B12 en Fas-L en een familiegeschiedenis van ALPS.

## Behandeling
De klinische behandeling van ALPS-patiënten bestaat uit het observeren van lymfomen en het behandelen van de auto-immuunziekten die als gevolg van ALPS ontstaan. De grootte van de lymfeklieren wordt ook gecontroleerd.
Voor de behandeling van met ALPS samenhangende auto-immuunziekten bleken immunosuppressiva (immuniteitsonderdrukkende geneesmiddelen) effectief te zijn. Deze hebben echter een beperkt effect op de lymfoproliferatie.
Voor de behandeling van ALPS werd in 2010 de volgende volgorde als leidraad gehanteerd:
- Corticosteroïden: Deze komen het eerst in aanmerking als geneesmiddel bij ALPS.[5][7][8] Prednison wordt hierbij het vaakst gebruikt.[8][10] Er wordt begonnen met oraal toegediende prednison. Als het beoogde effect uitblijft, wordt overgegaan op intraveneus toegediende methylprednison.[13]
- Mycofenolaatmofetil (MMF): Na corticosteroïden is MMF het meest gebruikte immunosupressivum, dat ook als het beste geneesmiddel wordt beschouwd.[3][5][7] MMF inactiveert inosine monofosfatase, een enzym voor purinesynthese, wat resulteert in inhibitie van lymfocytenproliferatie.[3]
- Sirolimus: Indien corticosteroïden en MMF ineffectief blijken te zijn, wordt Sirolimus toegepast [3,5,8]. Dit geneesmiddel zorgt voor apoptose van abnormale lymfocyten en zorgt voor een verhoogde hoeveelheid regulatoire T-cellen in perifeer bloed, die het immuunsysteem onderdrukken.[3]
- Rituximab: Rituximab (een anti-CD20 monoklonaal antilichaam) wordt steeds vaker bij auto-immuunziekten gebruikt, ook bij ALPS. Het wordt alleen gebruikt bij patiënten waarbij alle andere therapieën gefaald hebben.[3][8]
- Splenectomie: Als laatste optie wordt splenectomie toegepast. Tijdens splenectomie wordt de milt verwijderd. Dit is alleen het geval bij een niet te controleren hypersplenisme (een overmatig actieve milt). Splenectomie verhoogt, ondanks vaccinaties, het risico op het optreden van sepsis ('bloedvergiftiging').[3][5][7][8][13][15]